# Senat (Frankreich)
Der französische Senat (Sénat) ist das Oberhaus (französisch chambre haute) des französischen Parlaments neben dem Unterhaus (französisch chambre basse), der Nationalversammlung. Senatoren werden mittelbar durch etwa 150.000 Abgeordnete und Lokalpolitiker gewählt. Die Zahl der Wähler einer Region ist dabei abhängig von der Bevölkerungszahl, aber nicht proportional zu dieser: Ländliche Regionen haben bei der Wahl im Verhältnis mehr Stimmen als Städte.
Senatoren werden für sechs Jahre gewählt. Sie sind im politischen System Frankreichs an der Gesetzgebung beteiligt, können aber im Zweifelsfall von der Nationalversammlung überstimmt werden. Die Kontrollrechte gegenüber der Regierung sind nur schwach ausgeprägt: Der Senat hat das Recht, sie zu befragen und Berichte zu veröffentlichen, aber keine formellen Sanktionsmöglichkeiten.
Der Senat in seiner heutigen Form ist das Ergebnis der Verfassung der Fünften Französischen Republik, die im Wesentlichen den französischen Präsidenten und die Regierung stärkte und das Parlament schwächte. Die Regierung hat zahlreiche Eingriffsmöglichkeiten in das innere Verfahren des Senats. Da der Senat die schwächere der beiden Kammern ist, war er in der Vergangenheit immer wieder Ziel prominenter Kritik, die seine Existenzberechtigung in Frage stellte.
Eine Änderung von 2003 gab dem Senat etwas mehr Autonomie, verkürzte die Amtszeit von neun auf sechs Jahre und setzte das Mindestalter von 35 auf 30 Jahre herab. Aufgrund der ländlich geprägten Wählerschaft hat im Senat seit seiner Entstehung 1959 mit nur einer Ausnahme (Legislatur 2011–2014) immer eine bürgerlich-konservative Mehrheit bestanden.

## Sitz

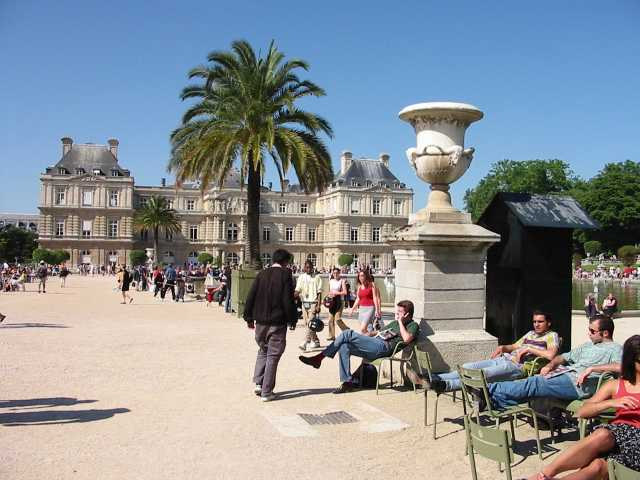
Der französische Senat (gesehen vom Jardin du Luxembourg)

Der Senat tagt im Palais du Luxembourg im 6. Arrondissement von Paris. Für seine Bewachung ist die Republikanische Garde (Garde républicaine) zuständig. Vor dem Palais liegt die öffentliche Grünanlage Jardin du Luxembourg, die eines der beliebtesten Ausflugsgebiete von Paris ist. Der Palast, der Park und das Musée du Luxembourg befinden sich im Besitz des Senats.
Der von 1615 bis 1620 gebaute Palast ist in der Tradition der französischen Renaissanceschlösser gehalten, zeigt aber deutliche Anklänge an den Palazzo Pitti in Florenz. Die Anlage schließt sich um einen kleinen Innenhof. Im Inneren ist das Palais kostbar ausgestattet; in der Bibliothek hängen unter anderem Gemälde von Eugène Delacroix.
Der Palast selbst wurde für Maria de’ Medici erbaut, die ihn jedoch nur wenige Jahre bewohnte, bevor sie vor Kardinal Richelieu in die Niederlande floh. Andere Bewohner waren Ludwig XVIII., als er noch nicht König war, das Direktorium der französischen Revolution und Napoleon, der hier seinen Amtssitz als Konsul hatte. Während der französischen Revolution diente er als Gefängnis, in dem unter anderem Georges Danton einsaß. Seit der Zeit des Ersten Kaiserreichs dient er als Sitz des französischen Oberhauses. Im Zweiten Weltkrieg wählte Hermann Göring ihn als Pariser Wohnsitz.

## Zusammensetzung

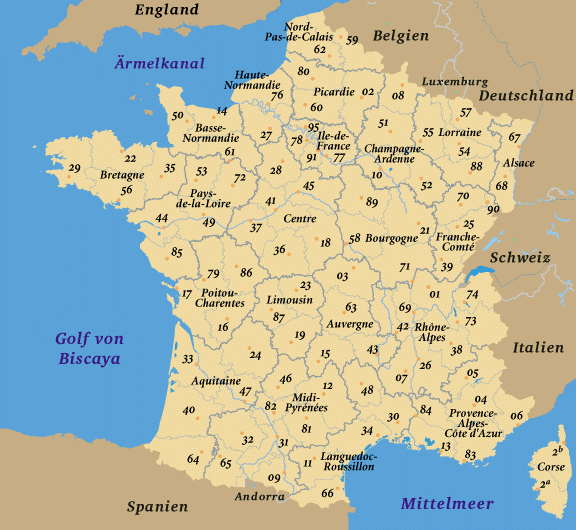
Die Senatoren werden als Vertreter ihres Départements gewählt. Für die Legende siehe die Liste der Départements.

Derzeit besteht der Senat aus 348 Senatoren (sénateurs).
| Herkunft                                                               | Sitze | Sitze | Sitze | Sitze |
| Herkunft                                                               | 2004  | 2008  | 2011  | 2014  |
| ---------------------------------------------------------------------- | ----- | ----- | ----- | ----- |
| Metropolitan-Frankreich inklusive Korsika und den Übersee-Départements | 313   | 322   | 326   |       |
| Neukaledonien                                                          | 1     | 1     | 2     |       |
| Französisch-Polynesien                                                 | 1     | 2     | 2     | 2     |
| Mayotte                                                                | 2     | 2     | 2     |       |
| Saint-Barthélemy                                                       | –     | 1     | 1     | 1     |
| Saint-Martin                                                           | –     | 1     | 1     | 1     |
| Saint-Pierre und Miquelon                                              | 1     | 1     | 1     |       |
| Wallis und Futuna                                                      | 1     | 1     | 1     | 1     |
| Franzosen außerhalb Frankreichs (Auslandsfranzosen)                    | 12    | 12    | 12    | 6     |
| Insgesamt                                                              | 331   | 343   | 348   | 348   |

### Wahlen
Die Senatoren werden nach Artikel 24 der französischen Verfassung indirekt gewählt. Auf Départementsebene treffen sich jeweils Wahlkollegien (collèges électoraux). Etwa fünf Prozent des Wahlkollegiums besetzen dabei Abgeordnete, die das Département auf nationaler oder subnationaler Ebene vertreten: Abgeordnete der Nationalversammlung, die Abgeordneten des Regionalrats (Conseil régional) sowie die Abgeordneten des Generalrats (Conseil général) des jeweiligen Départements. Die überwiegende Zahl der Wähler, etwa 95 Prozent, sind Gemeindevertreter, die von ihren jeweiligen Kommunalparlamenten ernannt werden. Die Zahl der Vertreter je Gemeinde richtet sich nach der Gemeindegröße, ist aber nicht proportional zu dieser.
Schwach besiedelte Regionen sind dabei über-, stark besiedelte unterrepräsentiert. 31 % der Delegierten vertreten die 16 % der Bevölkerung, die aus Gemeinden mit weniger als 1.000 Einwohnern stammen, nur 7 % der Delegierten allerdings jene 15 % der Franzosen, die aus Städten mit mehr als 100.000 Einwohnern kommen. Insgesamt vertritt über die Hälfte der Wahlmänner nur ein Drittel der Franzosen. Zudem werden die Wahlmänner selbst auch noch unterschiedlich bestimmt: in Gemeinden bis 9.000 Einwohnern bestimmt die Mehrheit der Gemeindeversammlung alle Wahlmänner, in größeren Gemeinden gilt Verhältniswahlrecht – ein Verfahren, das wiederum die Mehrheitsparteien in kleinen Gemeinden stark begünstigt. Zudem werden die Wahlbezirke nicht regelmäßig neu gezogen, so dass sich die Repräsentation bis 2004 immer noch auf den Stand von 1976 bezog und die Bevölkerungsänderungen, die sich seitdem ergeben haben, nicht berücksichtigte.
Bis 2004 wurde alle drei Jahre ein Drittel neu gewählt, so dass sich die Amtszeiten der Senatoren nur teilweise überschnitten. Die Départements wurden dazu in drei Gruppen eingeteilt: Gruppe A bestand aus den Départements mit den Ordnungsnummern 1 bis 33, Gruppe B aus den Départements mit den Nummern 34 bis 66 und Gruppe C aus den Départements mit den Nummern ab 67. Es wählte jeweils nur eine Gruppe. Diese Gruppe wählte dann an einem Wahltermin alle Senatoren dieser Gruppe neu.
Mit Wirkung vom September 2004 änderte sich das Wahlsystem in wichtigen Punkten: Die Wahlperiode sank von neun auf sechs Jahre. Da sich der dreijährige Wahlrhythmus nicht änderte, wird seit 2004 nicht ein Drittel, sondern etwa die Hälfte der Senatoren jeweils neu gewählt (da immer alle Senatoren eines Départements neu gewählt werden und die Zuordnung in eine der beiden Wahlgruppen weitgehend alphabetisch erfolgt, werden in der Gruppe 1 170, in der Gruppe 2 178 Senatoren gewählt). Die Zahl der Sitze stieg bis 2011 in zwei Schritten: 2008 erhöht sich die Zahl der Senatoren auf 341, seit 2011 sind es 348. Die Wahlen sind ab 2008 ein Jahr nach hinten verschoben, um sie besser an den Wahlrhythmus auf lokaler und regionaler Ebene anzupassen. Die Senatoren, die 2004 gewählt wurden, wurden teilweise für neun und teilweise für sechs Jahre gewählt. 2008 wurden alle Senatoren für sechs Jahre gewählt. Mit diesen Reformen soll der Senat zum einen stärker in die aktive Politik eingebracht werden, zum anderen soll einer veränderten Demografie Rechnung getragen werden und die Zahl der Senatoren wieder der tatsächlichen Bevölkerung in den Départements angepasst werden.
Das Wahlsystem unterscheidet sich nach der Zahl der Senatoren, die ein Département stellt:
- In den Départements, die maximal zwei Senatoren stellen, werden diese nach dem Romanischen Mehrheitswahlrecht mit zwei Wahlgängen gewählt, wobei im ersten Wahlgang die absolute, im zweiten die relative Mehrheit zur Wahl notwendig ist; die Wahl im ersten Wahlgang setzt außerdem voraus, dass der Kandidat die Stimmen eines Viertels der Wahlberechtigten erhalten hat. Hier wird mit jedem Kandidaten gleichzeitig ein Ersatzkandidat gewählt, der das Mandat übernimmt, wenn der eigentliche Inhaber in die Regierung berufen wird oder verstirbt; legt der Senator sein Mandat aus anderen Gründen nieder, rückt nicht der Ersatzkandidat nach, sondern es findet eine Nachwahl statt.[9]
- In den Départements, in denen mindestens drei Senatoren gewählt werden, erfolgt die Wahl nach dem Verhältniswahlrecht. Die Sitze werden hier nach dem d’Hondtschen Höchstzahlverfahren auf Wahllisten der einzelnen Parteien oder von Parteienbündnissen verteilt. Ersatzkandidat ist hier für jeden Fall eines Mandatsverlustes der erste nicht gewählte Kandidat der gleichen Liste; ist die Liste erschöpft, findet eine Nachwahl statt.[10]

Die zwölf Senatoren für die Auslandsfranzosen bestimmt die Versammlung der Franzosen des Auslands (Assemblée des Français de l'étranger) bei jeder Senatswahl zur Hälfte. Seit 1982 werden von den 172 Mitgliedern dieses Gremiums 150 von den Auslandsfranzosen in ihren jeweiligen Konsulaten gewählt, 22 durch das Außenministerium ernannt. Die zwölf dort gewählten Senatoren sind in anderen Bereichen ebenfalls Mitglieder des Gremiums.

### Senatoren
Senatoren besetzen ihren Posten sechs (bis 2004: neun) Jahre. Sie können dabei theoretisch unbegrenzt wieder kandidieren. Um passiv wahlberechtigt zu sein, müssen die Bewerber für den Senat mindestens 24 Jahre alt sein (bis 2004: 35, bis 2001: 30). Nicht wahlberechtigt sind gewisse hohe Regierungsbeamte wie Präfekten (préfet) in ihren Départements bzw. Regionen, Unterpräfekten, Richter, Polizeidirektoren und Staatsanwälte auf Départementsebene oder von der Regierung eingesetzte Generalinspektoren (Inspecteurs généraux). Seit der Senatswahl 2017 dürfen Senatoren auch kein exekutives Wahlamt auf lokaler, départementaler oder regionaler Ebene mehr ausüben (wie z. B. als Bürgermeister oder Präsident oder Vizepräsident eines Départements- oder Regionalrates).
Minister und seit 1972 auch Direktoren von Staatsunternehmen oder von Privatunternehmen, die in hohem Grade öffentliche Aufträge oder Subventionen erhalten, können sich zur Wahl stellen, ihr Mandat ruht aber, solange sie diese Funktionen ausüben; es wird in dieser Zeit von einem Ersatzvertreter wahrgenommen. Dabei gilt jeweils ein Versatz von einem Monat ab dem Zeitpunkt der Wahl bzw. ab dem Ausscheiden aus der Regierung. Das semipräsidentielle System Frankreichs verhindert hier eine enge Gewaltenverschränkung, die in rein parlamentarischen Systemen wie Deutschland üblich ist. Bis in die 2010er Jahre bedeutete der Eintritt in die Regierung formal sogar das dauerhafte Niederlegen der Mitgliedschaft im Senat, seitdem können Regierungsmitglieder nach ihrem Ausscheiden aus der Regierung ihr Mandat wieder aufnehmen.
Das Wahlsystem bevorteilt Senatoren, die sich im ländlichen Raum kommunal engagiert haben. Oft haben sie noch politische Ämter auf niedrigerer Ebene. 1993 beispielsweise hatten 90 % aller Senatoren noch ein kommunalpolitisches Amt.
Die Zusammensetzung war früher vergleichsweise statisch. Im Schnitt veränderte sich alle drei Jahre höchstens ein Sechstel der Mitglieder. Aufgrund der langen Amtszeit und des indirekten Wahlverfahrens setzten sich Änderungen der politischen Landschaft im Senat nur langsam durch. Oft sind neue Senatoren Politiker, die bereits eine politische Karriere, etwa als Minister oder Nationalversammlungsabgeordneter, hinter sich haben und hier ihre Karriere beenden. Oft werden auch Senatoren gewählt, die bei den vorangegangenen Wahlen für die Nationalversammlung oder das Europaparlament gescheitert sind. Das Durchschnittsalter der Senatoren lag 1999 mit 61 Jahren etwa zehn Jahre über dem Durchschnittsalter in der Nationalversammlung.
Im September 2011 standen infolge der Wahlzeitverkürzungen 170 von 348 Plätzen zur Wahl, also fast die Hälfte. Spiegel-Autor Stefan Simons schrieb dazu:

„So erfolglos Frankreichs Linke seit Präsident Francois Mitterrands beim Kampf um den Élysée war - an der lokalen Basis haben Sozialisten, Kommunisten und Grüne mächtig zugelegt. Im ganzen Land findet ein Umschwung statt, einerseits durch einen Generationswechsel, andererseits kommt aber auch die wachsende Verbitterung der Bürgermeister und Gemeinderäte hinzu: Sie verlieren immer mehr Einfluss zugunsten der Präfekturen, die Paris unterstellt sind. Gleichzeitig werden ständig neue Auflagen erlassen, die auf die Rathäuser abgewälzt werden.
Das schlug sich nieder im Sieg der Opposition bei den Kommunalwahlen 2008, den Kantonswahlen 2010 und den Regionalwahlen 2011. Der Gewinn der Linken in den Rathäusern und Departements veränderte erst die Zusammensetzung des Wahlkollegs - und nun auch die des Senats.“

## Stellung und Aufgaben
Der Senat ist Teil der französischen Legislative und hat somit vor allem Aufgaben in der Gesetzgebung und in der Kontrolle der Regierung. Oft sind seine Zuständigkeiten aber auf einen eher beratenden Charakter ausgelegt und hängen zudem davon ab, wie die Regierung sie interpretiert. Die politische Bedeutung, die der Senat tatsächlich erlangen kann, hängt damit stark auch von den Mehrheitsverhältnissen in den anderen politischen Institutionen Frankreichs ab. Während er in Zeiten der Cohabitation entweder den Präsidenten oder die Nationalversammlung gegenüber dem jeweils anderen unterstützen kann, beschränkt sich seine Rolle meist auf Obstruktions- und Verhinderungspolitik, wenn er in Opposition zu Präsident und Nationalversammlung steht. Gehören alle drei Institutionen demselben Lager an, kann er am ehesten seiner eigentlich zugedachten Rolle als beratendes und mäßigendes Gremium entsprechen.

### Gesetzgebung
Nach der französischen Verfassung hat der Senat nicht die gleichen Rechte wie die Nationalversammlung. Der Senat kann Gesetze vorschlagen oder Änderungen an bestehenden Gesetzen einbringen. Um ein Gesetz zu verabschieden, müssen Nationalversammlung und Senat es im Grundfall zwar wortgleich verabschieden. Kommt es zwischen beiden Kammern zu keiner Einigung, kann die Nationalversammlung den Senat überstimmen. Darüber hinaus können je 60 Mitglieder von Senat und Nationalversammlung vom Verfassungsrat (Conseil constitutionnel – das französische Verfassungsgericht) die Verfassungskonformität von Gesetzen überprüfen lassen.
Für das Verständnis des französischen Gesetzgebungsprozesses ist es wichtig zu wissen, dass die Verfassung von 1958 die Gesetzgebungskompetenz der Parlamente stark eingeschränkt hat. Sie umfasst nur noch einen klar begrenzten Katalog von Themen, bei denen die Parlamente zuständig sind; alle anderen werden per Regierungsverordnung geregelt. Beschließt das Parlament ein Gesetz außerhalb dieser Themenbereiche, muss der Verfassungsrat dessen Ausfertigung verhindern.
Die Themengebiete, auf denen das Parlament tätig werden kann, sind:
- die öffentlichen Freiheiten
- Festlegung von Verbrechen und Vergehen
- Erhebung von Steuern
- Haushaltsrecht
- Nationale Verteidigung
- Verwaltung der Gebietskörperschaften
- Unterrichtswesen
- Eigentumsrecht
- Arbeitsrecht
- Finanzierung der Sozialversicherung (seit 1996)

Praktisch jedoch hat die Regierung so viele Eingriffsmöglichkeiten in den Gesetzgebungsprozess, dass Gesetzesvorschläge, die vom Parlament ausgehen, kaum je verabschiedet werden. Die Regierung hat unter anderem das Recht, Gesetzesvorlagen für unzulässig zu erklären, die entweder die öffentlichen Einnahmen senken oder die öffentlichen Ausgaben erhöhen würden. Die Regierung kann zudem das Gesetzgebungsverfahren stark beschleunigen. Sie kann Gesetze als dringend kennzeichnen und damit die Beratungszeit im Parlament ebenso wie die Möglichkeiten, das Verfahren durch Navettes (siehe unten) hinauszuzögern, drastisch ausbremsen. Sie kann den Gesetzesvorschlag in Ausnahmefällen auch mit der Vertrauensfrage verbinden. Benutzt sie dieses Mittel, muss die Nationalversammlung innerhalb von 24 Stunden einen Misstrauensantrag (motion de censure) einbringen oder das Gesetz gilt als automatisch beschlossen. Und nicht zuletzt kann der Staatspräsident auch Gesetze direkt durch eine Volksabstimmung verabschieden lassen und das Parlament so ganz umgehen.

#### Verhältnis zur Nationalversammlung: Navettes
Beide Häuser müssen das Gesetz grundsätzlich wortgleich verabschieden, bevor es verkündet werden kann. In welcher Reihenfolge sich die Kammern mit dem Gesetz befassen, obliegt der Entscheidung der Regierung. Nur in Beratungen über den Staatshaushalt steht der Senat grundsätzlich an letzter Stelle und befasst sich erst damit, nachdem die Nationalversammlung über den Entwurf der Regierung beschlossen hat.
Da beide Kammern ein Gesetz mit exakt gleichem Wortlaut verabschieden müssen, damit es in Kraft treten kann, kommt es im Normalfall zu mehreren navettes (Schiffchen): Das Gesetz geht mit den Änderungen von einer Kammer zur nächsten, die dann allerdings wiederum Änderungen einbringen kann, um zurück zur ersten Kammer zu gehen. Haben beide Kammern des Parlaments das Gesetz im gleichen Wortlaut verabschiedet, kann der französische Präsident den Gesetzestext oder Teile davon trotzdem dem Parlament zur wiederholten Beratung vorlegen.
Kann keine Einigung erreicht werden, kann die Regierung einen Vermittlungsausschuss (Commission Mixte Paritaire) aus sieben Senatoren und sieben Mitgliedern der Nationalversammlung einberufen. Allerdings muss die Regierung diesen Ausschuss nicht einberufen, praktisch kann sie so ein Gesetz zwischen den beiden Kammern versanden lassen. Kommt es auch im Vermittlungsausschuss zu keiner Einigung, kann am Ende die Nationalversammlung das Gesetz auch gegen den Willen des Senats beschließen. Praktisch kommt dies, je nach politischer Zusammensetzung der Gremien, bei unter einem Prozent der Gesetze bis zu etwa sechs Prozent vor. Somit hat die Nationalversammlung faktisch das größere politische Gewicht im Gesetzgebungsverfahren, allerdings nur, sofern die Regierung dies zulässt. Eine Ausnahme bilden Verfassungsänderungen oder Gesetze im Bereich der Staatsorganisation, in denen die Nationalversammlung den Senat nicht überstimmen kann, beide also wirklich gleichberechtigt sind.

#### Gesetzesinitiative
Gesetzesvorschläge können von der Regierung (projets de loi) oder den beiden Parlamentskammern (propositions de loi) eingereicht werden (Initiativrecht). Die Stellung des Senats ist dabei dadurch geschwächt, dass er die Nationalversammlung nicht zwingen kann, seine Gesetzentwürfe zu beraten. Zwischen 1959 und 1995 wurden dementsprechend nur 112 der insgesamt verabschiedeten 3.522 französischen Gesetze vom Senat eingebracht. Beide Kammern des Parlaments können allerdings die Gesetzesvorschläge der jeweils anderen Kammer abändern. Hierdurch wird die Schwäche des Senats bei der Frage der Gesetzesinitiative zumindest teilweise kompensiert. In den späten 1990ern brachte der Senat erfolgreich etwa 2.000 Änderungsvorschläge pro Jahr ein.
Eine der wichtigsten Methoden, die der Senat benutzt hat, um sich durchzusetzen, ist sein Recht, Gesetze vom Conseil constitutionnel prüfen zu lassen. Anders als in Deutschland ist eine solche Prüfung nur möglich, bevor das Gesetz offiziell verkündet wird (präventive Normenkontrolle). Seit der Verfassungsänderung von 1974 ist dazu nicht mehr allein der Senatspräsident berechtigt, sondern es reicht, wenn 60 Mitglieder der Nationalversammlung oder 60 Senatoren den Antrag auf abstrakte Normenkontrolle an den Verfassungsrat stellen. Seitdem hat damit faktisch auch die Opposition das Recht, die Verfassungsgerichtsbarkeit anzurufen, und macht davon intensiv Gebrauch.

#### Verfassungsänderungen
Die französische Verfassung sieht zwei Möglichkeiten ihrer Änderung vor: zum einen durch eine Volksabstimmung, zum anderen durch die Versammlung des französischen Parlaments (Congrès du Parlement français), die aus allen Mitgliedern von Senat und Nationalversammlung besteht. Die Regierung kann wählen, welchen Weg sie geht, bisher ist bis auf eine Ausnahme (Senkung der Amtszeit des Präsidenten von sieben auf fünf Jahre) jede Verfassungsänderung durch die Parlamentsversammlung geschehen. Der Präsident des Senats ernennt darüber hinaus drei der neun Richter des Conseil constitutionnel, des französischen Verfassungsgerichts.

### Verhältnis zur Regierung
Der Senat hat auch die Aufgabe der Regierungskontrolle, diese findet in der Debatte über die Regierungserklärung statt. Die Senatoren können zusätzlich mündliche und schriftliche Anfragen an die Regierung stellen, die diese beantworten muss. Seit der Verfassungsänderung von 1995 ist eine solche mündliche Fragestunde mindestens einmal in der Woche vorgesehen. Das heißt, dass jeder einzelne Senator die Regierung dazu zwingen kann, ein ihr unangenehmes Thema öffentlich zu diskutieren. Jedes Jahr legt der Senat darüber hinaus verschiedene Berichte über das Regierungshandeln vor.
Der Senat kann Untersuchungsausschüsse einberufen, die weitreichende Rechte zur Beweisaufnahme und öffentlichen Zeugenbefragung besitzen. Allerdings darf er nur untersuchen, was nicht bereits vom Justizapparat untersucht wird, und der Ausschuss darf nicht länger als sechs Monate tagen.
Im Gegensatz zur Nationalversammlung kann der Senat die Regierung nicht absetzen. Einzig der Premierminister kann von sich aus im Senat die Vertrauensfrage stellen, ist jedoch rechtlich nicht an ihr Ergebnis gebunden. Der Präsident ist vom Parlament nur dann absetzbar, wenn dessen Verhalten „offensichtlich unvereinbar mit seiner Amtsausübung ist“ oder wenn er des Hochverrats schuldig befunden wurde. Im Gegensatz zur Nationalversammlung kann der Senat selbst allerdings nicht durch den Staatspräsidenten aufgelöst werden.
Sollte der Staatspräsident sich entscheiden, die Nationalversammlung aufzulösen oder den Notstand auszurufen, muss er vorher den Präsidenten des Senats konsultieren.

## Organisation der Abgeordneten

### Präsidium
Dem Senat sitzt der Präsident des Senats vor, der nach jeder partiellen Neuwahl des Gremiums, also alle drei Jahre, neu gewählt wird. Stellt der Verfassungsrat fest, dass der französische Präsident aufgrund von schwerer Krankheit, Rücktritt oder Tod seine Geschäfte nicht ausüben kann, so vertritt ihn der Präsident des Senats, bis ein neuer Präsident gewählt ist. In der Geschichte kam dies bisher zweimal vor, Alain Poher amtierte 1969 für den zurückgetretenen Charles de Gaulle und 1974 für den verstorbenen Georges Pompidou.
Derzeitiger Präsident des Senats ist seit dem 1. Oktober 2014 Gérard Larcher (LR).

### Rolle der Parteien
Der Wahlmodus des Senats favorisiert Parteien, die kommunalpolitisch in kleinen Gemeinden stark verankert sind. Seit seiner Gründung hatte deshalb lange das bürgerlich-konservative Lager klare Mehrheiten. In den 2000er Jahren wurde der Vorsprung des bürgerlichen Lagers schwächer, weil die politische Linke bei den Kommunal- und Regionalwahlen seit 2000 deutliche Zugewinne verbuchen konnte und damit auch in den Wahlkollegien für den Senat stärker vertreten war. Der Prozess führte dazu, dass 2011 erstmals in der Geschichte des Senats die Linke die absolute Mehrheit der Mandate erreichte, die sie aber 2014 wieder verlor.
Kleine Parteien erreichen im Senat entweder, wie die Kommunistische Partei und die Grünen, nur einen Bruchteil des Anteils an Mandaten, den sie in der Nationalversammlung halten, der Front National verfügte bis 2014 über gar keine Mandate.
Innerhalb des bürgerlichen Lagers zeigte sich die Abhängigkeit von einer starken kommunalen Präsenz auch daran, dass die kommunal stärker verwurzelten zentristischen Parteien im Senat meist die Mehrheit gewinnen konnten, während die zentralistisch agierenden Gaullisten den Präsidenten und die Mehrheit der Nationalversammlung stellten, sich im Senat aber in der Minderheit befanden.
Die bürgerlichen Parteien waren aber im Senat noch stärker zersplittert als in der Nationalversammlung. Gruppen wie die Unabhängigen Republikaner (RI) oder eigenständige Bauernverbindungen konnten lange eine maßgebliche Rolle spielen. Die Parti radical valoisien (PRV), die in der Nationalversammlung mit der UMP koaliert, bildet im Gegensatz dazu im Senat eine Fraktion mit ihrer Schwesterpartei der Parti radical de gauche, die sonst eher den Sozialisten zuneigt. Erst in den letzten Jahren gelang es zunächst christdemokratischen Gruppen und später den Gaullisten, mit der UMP eine geeinte konservative Mehrheit zu erringen, während stärker zentristische Gruppen wie die Parti radical de gauche Stimmen verloren.
Der Senat gibt dem individuellen Senator aber in seiner Geschäftsordnung eine stärkere Rolle als dem einzelnen Abgeordneten in der Nationalversammlung, was durch die Zusammensetzung des Senats aus Personen, die überwiegend schon lange im politischen Leben stehen und keine weitergehenden Karriereabsichten mehr haben, unterstützt wird. Die Stimmung zwischen den Fraktionen ist damit entspannter und weniger durch Konkurrenz gekennzeichnet als in der Nationalversammlung.

### Geschäftsordnung

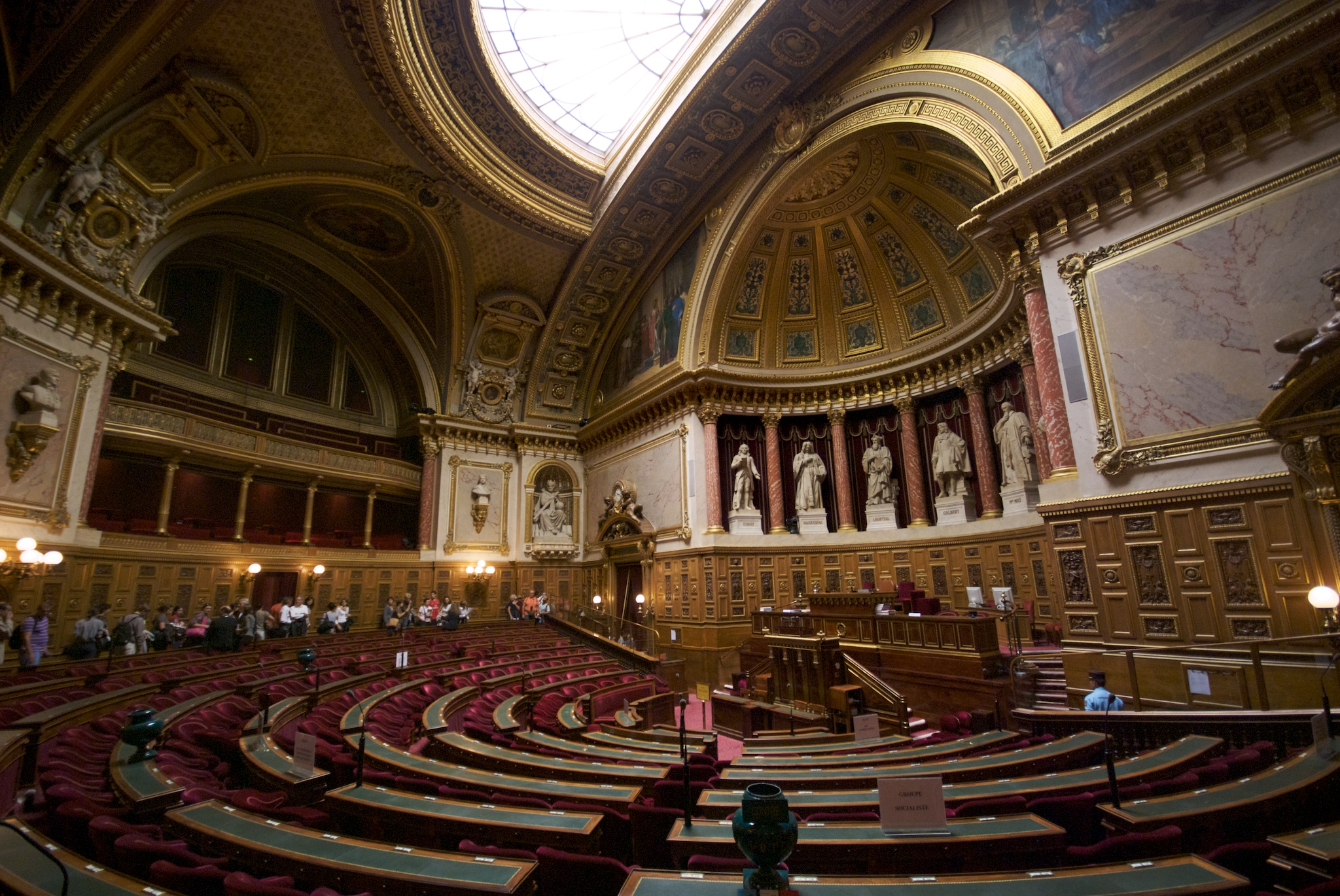
Plenarsaal

Die Sitzungsperiode beginnt seit 1995 am ersten Werktag im Oktober und endet am letzten Werktag im Juni. Der französische Präsident kann auf Antrag der Regierung oder der Nationalversammlung eine außerordentliche Sitzung des ganzen Parlaments einberufen. Automatisch tritt der Senat außerordentlich zusammen, wenn es Neuwahlen gab, die nach Auflösung der Nationalversammlung stattgefunden haben, oder wenn der französische Präsident die Sondervollmachten nach Artikel 16 der französischen Verfassung in Anspruch nimmt.
Die Tagesordnung wird von der Konferenz der Fraktionsvorsitzenden festgelegt. Die Regierung hat nach Artikel 48 der Verfassung jedoch das Recht, die Tagesordnung insoweit umzustellen, dass sie ihre Gesetzesvorschläge oder andere Punkte aus der Tagesordnung nach vorne ziehen kann. Darüber hinaus kann die Regierung selbst Änderungsanträge zu Vorlagen stellen und Punkte von der Tagesordnung streichen lassen, die nicht vorher in Ausschüssen behandelt wurden. Seit der Verfassungsänderung 1995 kann der Senat einen Sitzungstag im Monat in eigener Regie gestalten und kann so eine mögliche Obstruktionstaktik der Regierung bei bestimmten Gesetzen umgehen. Ebenfalls seit 1995 ist mindestens eine Sitzung der Woche vorrangig den Fragen der Abgeordneten an die Regierung gewidmet.
Ursprünglich gewährte der Senat seinen Mitgliedern große Freiheiten. Die Rededauer war oft unbegrenzt, einzelne Senatoren oder Gremien konnten die ihnen zugewiesenen Kompetenzen meist problemlos bis über die Grenzen hinaus ausschöpfen und Senatoren hatte weitgehende Rechte während der Debatte. Erst als der oppositionelle Senat in den 1980ern begann, diese Rechte immer mehr zu benutzen, um Regierungsprojekte durch Verzögerungstaktik zu behindern, gelang es der Regierung eine Änderung der Geschäftsordnung durchzusetzen. Die Zahl und Länge der Debattenbeiträge ist nun meist beschränkt, Vorschläge für Gesetzesänderungen können einfacher und schneller zurückgewiesen werden, der Sitzungspräsident hat ebenfalls seitdem erweiterte Rechte, einzelne Senatoren zu disziplinieren.

## Fraktionen
Im Senat gibt es derzeit folgende Fraktionen: Die Groupe Les Républicains (bis Mai 2015: Groupe UMP) besteht vor allem aus den Senatoren der Republikaner. Die Groupe socialiste et républicain (bis 2011 nur Groupe Socialiste) besteht hauptsächlich aus Mitgliedern der Parti Socialiste. Die Groupe Union centriste (zeitweise Union des démocrates indépendant) vereinigte Senatoren verschiedener zentristischer Parteien aus dem Erbe der UDF; sie und ihre Vorgänger waren lange die dominante Mehrheitsfraktion im Senat. Die Groupe La République en marche vereint Senatoren der gleichnamigen Partei und weitere Mitglieder vor allem linker Parteien, die Emmanuel Macron unterstützen; die meisten dieser Mitglieder sind bisher nicht durch Wahl, sondern durch Übertritt Mitglieder der Fraktion geworden. Die Groupe Communiste, Républicain, Citoyen et Écologiste (kurz: Groupe CRCE) besteht vor allem aus Mitgliedern der Parti communiste français und der Parti de Gauche. Die Groupe du Rassemblement démocratique et social européen (kurz Groupe RDSE) steht in der Tradition der Parti radical und vereinigte lange mit den Senatoren der Parti radical de gauche und der Parti radical valoisien beide Parteien, die aus dieser hervorgegangen sind, obwohl die beiden Parteien unterschiedlichen politischen Lagern zuzurechnen waren. Mittlerweile gehört die Parti radical valoisien der Union centriste an, während weitere kleinere Parteien dem RDSE beigetreten sind. Jüngste Fraktion ist die Groupe Les Indépendants – République et territoires, die Mitglieder rechter und zentristischer Parteien umfasst, die Macron unterstützen.
Vielen Fraktionen gehören zusätzlich parteiunabhängige Senatoren (Apparentés) sowie Senatoren kleinerer Parteien an, die sich der Fraktion angeschlossen haben (Rattachés).
Die Abgeordneten, die keiner Fraktion angehören, bilden eine Verwaltungseinheit, die sogenannte RASNAG (Réunion administrative des Sénateurs ne figurant sur la Liste d'aucun Groupe), die einen Delegierten für die Wahrnehmung ihrer Rechte wählt.
| Fraktion | Fraktion                        | Sitze        | Sitze        | Sitze        | Fraktion     | Fraktion     | Fraktion                                                     | Fraktionsvorsitzender          |
| Fraktion | Fraktion                        | Mandate 2008 | Mandate 2011 | Mandate 2014 | Mandate 2017 | Mandate 2020 | Zusammensetzung am 21. Oktober 2020                          | Fraktionsvorsitzender          |
| --- | ------------------------------- | ------------ | ------------ | ------------ | ------------ | ------------ | ------------------------------------------------------------ | ------------------------------ |
| | Groupe Les Républicains         | 151          | 132          | 145          | 146          | 148          | gesamt: 148 Vollmitglieder: 121 Apparentés: 14 Rattachés: 13 | Bruno Retailleau               |
| | Groupe socialiste et apparentés | 116          | 130          | 113          | 78           | 65           | gesamt: 65 Vollmitglieder: 64 Apparentés: 1                  | Patrick Kanner                 |
| | Groupe Union Centriste          | 29           | 31           | 38           | 49           | 54           | gesamt: 54 Vollmitglieder: 48 Apparentés: 5 Rattachés: 1     | Hervé Marseille                |
| | Groupe La République en Marche  |              |              |              | 21           | 23           | gesamt: 23                                                   | François Patriat               |
| | Groupe du RDSE                  | 17           | 17           | 12           | 21           | 15           | gesamt: 15                                                   | Jean-Claude Requier            |
| | Groupe CRC                      | 23           | 21           | 18           | 15           | 15           | gesamt: 15 Vollmitglieder: 14 Rattachés: 1                   | Éliane Assassi                 |
| | Groupe Indépendants             |              |              |              | 11           | 13           | gesamt: 13 Vollmitglieder: 11 Apparentés: 1 Rattachés: 1     | Claude Malhuret                |
| | Groupe écologiste               |              | 10           | 10           | –            | 12           | gesamt: 12                                                   | Guillaume Gontard              |
| | Unabhängige                     | 7            | 7            | 9            | 5            | 3            | gesamt: 3                                                    | Delegierter: Jean-Louis Masson |
| Gesamt | Gesamt                          | 343          | 348          | 348          | 348          | 348          | 8 Gruppierungen                                              |                                |
| Quelle: Website des französischen Senats; Listes des Membres des Groupes (PDF; 78 kB); Wahlergebnisse und Archive |                                 |              |              |              |              |              |                                                              |                                |

1. 1 2  Apparentés: Parteilose Senatoren, die sich der Fraktion angeschlossen haben
2. 1 2 3 4  Rattachés: Senatoren anderer, kleinerer Parteien, die sich der Fraktion angeschlossen haben.
3. ↑  Unmittelbar nach der Wahl 2011 141 Mitglieder (einschließlich der Groupe Europe Écologie-Les Verts, die sich danach als eigene Fraktion konstituierte)
4. ↑  Europäische demokratische und soziale Sammlungsbewegung (Rassemblement Démocratique et Social Européen), eine der ältesten parlamentarischen Gruppen Frankreichs.
5. ↑  Unmittelbar nach der Senatswahl 2011 16 Mitglieder, Zugewinn durch Nachwahl am 18. März 2012
6. ↑  Kommunisten, Republikaner, Bürger und Ökologen (Communiste, Républicain, Citoyen et Écologiste)
7. ↑  Groupe Les Indépendants - République et Territoires (Fraktion Die Unabhängigen - Republik und Territorien)
8. ↑  Bildung der Fraktion am 11. Januar 2012; zuvor waren die Senatoren der Grünen als Rattachés eine Gruppe innerhalb der Groupe socialiste
9. ↑  Zwei Sitze waren direkt nach der Wahl vakant, da die Inhaber ihr Mandat wegen des Verbots des Kumulierens von Mandaten niederlegten, das mit der Wahl in Kraft getreten war; ein weiterer Senator, Jean-Pierre Raffarin, legte sein Mandat zum 4. Oktober nieder, zwei Tage nach Konstituierung des neuen Senats.

## Geschichte

### Entwicklung bis 1958

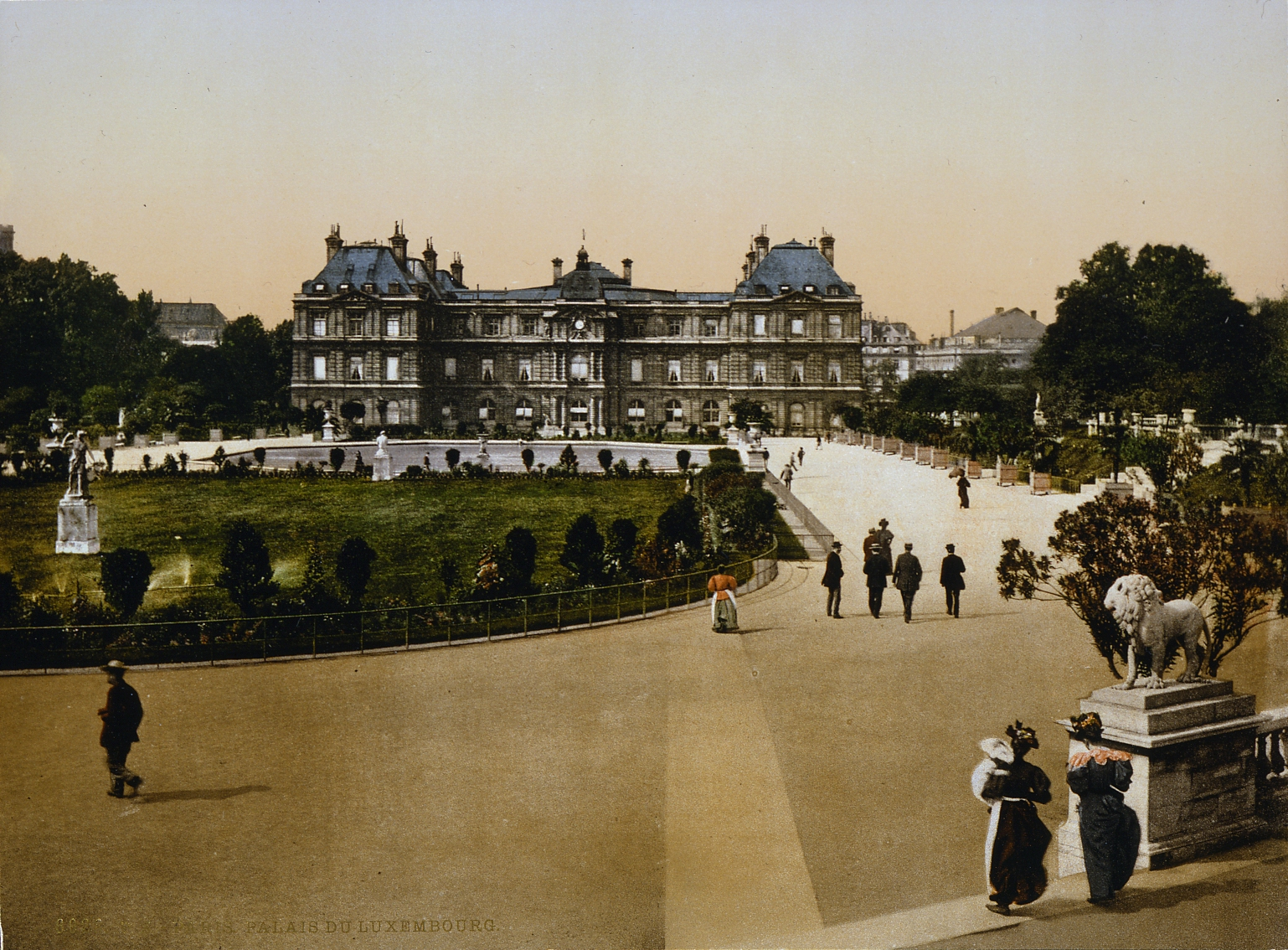
Palais du Luxembourg um 1890; die Zeit, in der der Senat schon einmal Senat hieß und verfassungsrechtlich die meiste Macht aller französischen Oberhäuser der Geschichte hatte.

Der Senat der Fünften Republik geht auf die Tradition des Zweikammersystems zurück, die sich während der Französischen Revolution ausbildete, um die legislativen Exzesse einer einzigen Kammer zu mäßigen oder ganz zu verhindern. Das „Oberhaus“ war zur Zeit des Direktoriums (1795–1799) der Ältestenrat (Conseil des Anciens), während des Konsulats (1799–1804) und im Ersten Kaiserreich (1804–1815) der Sénat conservateur, in der Zeit der Restauration (1814–1830) und der Julimonarchie (1830–1848) die Kammer der Pairs. Unter der Zweiten Republik (1848–1851) bestand in Frankreich keine zweite Kammer. Im Zweiten Kaiserreich (1851–1870) wurde das Oberhaus unter dem Namen Senat wiedereingerichtet.
In den Jahren seit dem Ersten Kaiserreich war das Oberhaus stets ein Sammelbecken konservativer und monarchistischer Kräfte; seine Existenz in Zeiten der Republik hing nur davon ab, dass die Monarchisten im Ausgleich dafür die Republik an sich unterstützten. In der Dritten Republik (1870–1940) wurde 1875 wieder ein Senat eingerichtet. Damals war das Oberhaus am ehesten eine mit dem Unterhaus rechtlich und politisch gleichberechtigte Kammer. Den Republikanern gelang es schon 1879, die Mehrheit im Senat zu gewinnen. Alle Ambitionen, die Monarchie in Frankreich wieder einzuführen, waren damit endgültig gescheitert.
In der Vierten Republik (1946–1958) wollten die Republikaner den Senat ganz abschaffen, wurden aber durch eine Volksabstimmung mit gegenteiligem Ergebnis daran gehindert. Daraus resultierte dann der Rat der Republik (Conseil de la République).

### Bürgerliche Regierung, bürgerlicher Senat: 1959–1981
In der Fünften Republik konstituierte sich das französische Oberhaus 1959 wieder als Senat. Charles de Gaulle, der den Senat in seiner derzeitigen Form selbst konzipiert hatte, war im Laufe der Jahre immer weniger mit ihm zufrieden. Obwohl die Senatswählerschaft mit Absicht konservativ angelegt war, attackierte der mehrheitlich zentristische Senat schon früh den Präsidenten und die gaullistische Mehrheit im Repräsentantenhaus und wurde dabei von den linken Gruppen der Nationalversammlung gedeckt. Das Verfassungsgericht allerdings vertrat die Linie des Präsidenten und schlug alle Gesetzesänderungen nieder, die dem Senat juristisch mehr Einfluss gegeben hätten.
Am 27. April 1969 wollte de Gaulle den Senat mit Hilfe einer Volksabstimmung ganz in die politische Bedeutungslosigkeit verbannen; unter anderem wäre seine Mitgliedschaft größtenteils ernannt und nicht mehr indirekt gewählt worden, zum anderen hätte er die meisten seiner Kompetenzen im Gesetzgebungsverfahren verloren. Als diese Abstimmung, die mehrere Punkte umfasste, scheiterte, trat de Gaulle als Präsident zurück. Ob die Senatsfrage dabei den Ausschlag gab, lässt sich im Nachhinein nicht sagen. Obwohl der Senat später immer wieder im Zentrum der Kritik stand, war dies doch der letzte ernsthafte Versuch, ihn abzuschaffen.
Die Rolle, die der Senat gespielt hatte, kehrte sich nach der Wahl Valéry Giscard d’Estaings um. Nun standen ein zentristischer Präsident und eine zentristische Senatsmehrheit dem gaullistisch dominierten Unterhaus gegenüber. Der Präsident versuchte nun den Senat zu stärken. Er informierte ihn besser als die Nationalversammlung und holte seinen Rat bei diversen Gelegenheiten ein. Der Senat revanchierte sich, indem er beispielsweise ein vom Präsidenten abgelehntes Gesetz zur Wahlfinanzierung bei Europawahlen solange nicht auf die Tagesordnung setzte, bis die Europawahl vorbei und das Gesetz damit wirkungslos war.

### Sozialistische Regierung, bürgerlicher Senat: 1981–1986
1981 änderte sich das Verhältnis wieder, als der Senat einem sozialistischen Präsidenten und einer sozialistischen Mehrheit in der Nationalversammlung gegenüberstand. Präsident und Nationalversammlung nutzten alle Möglichkeiten der Geschäftsordnung um die Rolle des Senats zu minimieren, beispielsweise erklärten sie einen Großteil der Gesetzentwürfe als „dringend“, um den Senat mit der Arbeitslast zu überfordern und ihm effektives Arbeiten unmöglich zu machen. Der Senat versuchte sich mangels Alternativen immer öfter in destruktiven Aktionen, um die Gesetzgebung ganz zu stören. Ein öffentlich wahrgenommener Höhepunkt der Auseinandersetzungen war ein Gesetz von 1984 zur Finanzierung von Privatschulen, das der Senat, soweit er konnte, verzögerte, in der letztlich berechtigten Hoffnung, die Diskussionen über das unpopuläre Gesetz würden für so viel öffentlichen Druck auf die Regierung sorgen, dass sie das Gesetz von allein zurückzöge.

### Cohabitation und Verfassungsänderung: seit 1986
Die Jahre danach waren von wechselnden Mehrheiten geprägt. 1986 kam es zur ersten Cohabitation, in der der sozialistische Präsident einer gaullistischen Nationalversammlung gegenüberstand und der zentristische Senat vermitteln konnte. Die 1988 an die Macht gekommene sozialistische Minderheitsregierung unter Michel Rocard versuchte den Senat einzubinden und ernannte eine Rekordzahl von sechs ehemaligen Senatoren zu Ministern. Bald darauf verschärften sich die Konflikte aber wieder, bis 1993 das bürgerliche Lager die Sozialisten als Mehrheitspartei in der Nationalversammlung ablöste und 1995 Jacques Chirac neuer Präsident in der Nachfolge Mitterrands wurde. Die Mehrheit in allen Organen der Legislative gehörte damit erstmals in der Fünften Republik derselben Partei an, was erstmals eine einvernehmliche Zusammenarbeit ermöglichte.
1995 kam es dann zu einer Verfassungsänderung, die Senatoren parlamentarische Immunität zusicherte, die Sitzungsperiode vereinheitlichte und von sechs auf neun Monate im Jahr verlängerte. Die Verfassungsänderung erweiterte ferner die Kontrollmöglichkeiten des Senats über seine eigene Tagesordnung und erleichterte die Befragung von Regierungsmitgliedern.
Bei der Senatswahl 2011 errang erstmals in der Geschichte der Kammer die Linke die Mehrheit im französischen Senat. Im September 2014 gewannen die Konservativen die Mehrheit zurück, und auch der Front National ist vertreten.